# Alberto Rossel
Pour les articles homonymes, voir Rossel.
Basilio Alberto Rossel Contreras est un boxeur péruvien né le 26 janvier 1975 à Lima.

## Carrière
Sa carrière amateur est principalement marquée par un titre de champion d'Amérique du Sud des poids mi-mouches remporté à Buenos Aires en 1996. Passé professionnel en 1998, il affronte à près de 40 ans le japonais Ryoichi Taguchi le 31 décembre 2014 pour le gain du titre mondial WBA des poids mi-mouches mais s'incline aux points à l'unanimité des juges après avoir subi deux knock down aux 8e et 9e rounds. 